# Pachyphytum oviferum
Pachyphytum oviferum là một loài thực vật có hoa trong họ Crassulaceae. Loài này được Purpus miêu tả khoa học đầu tiên năm 1919.

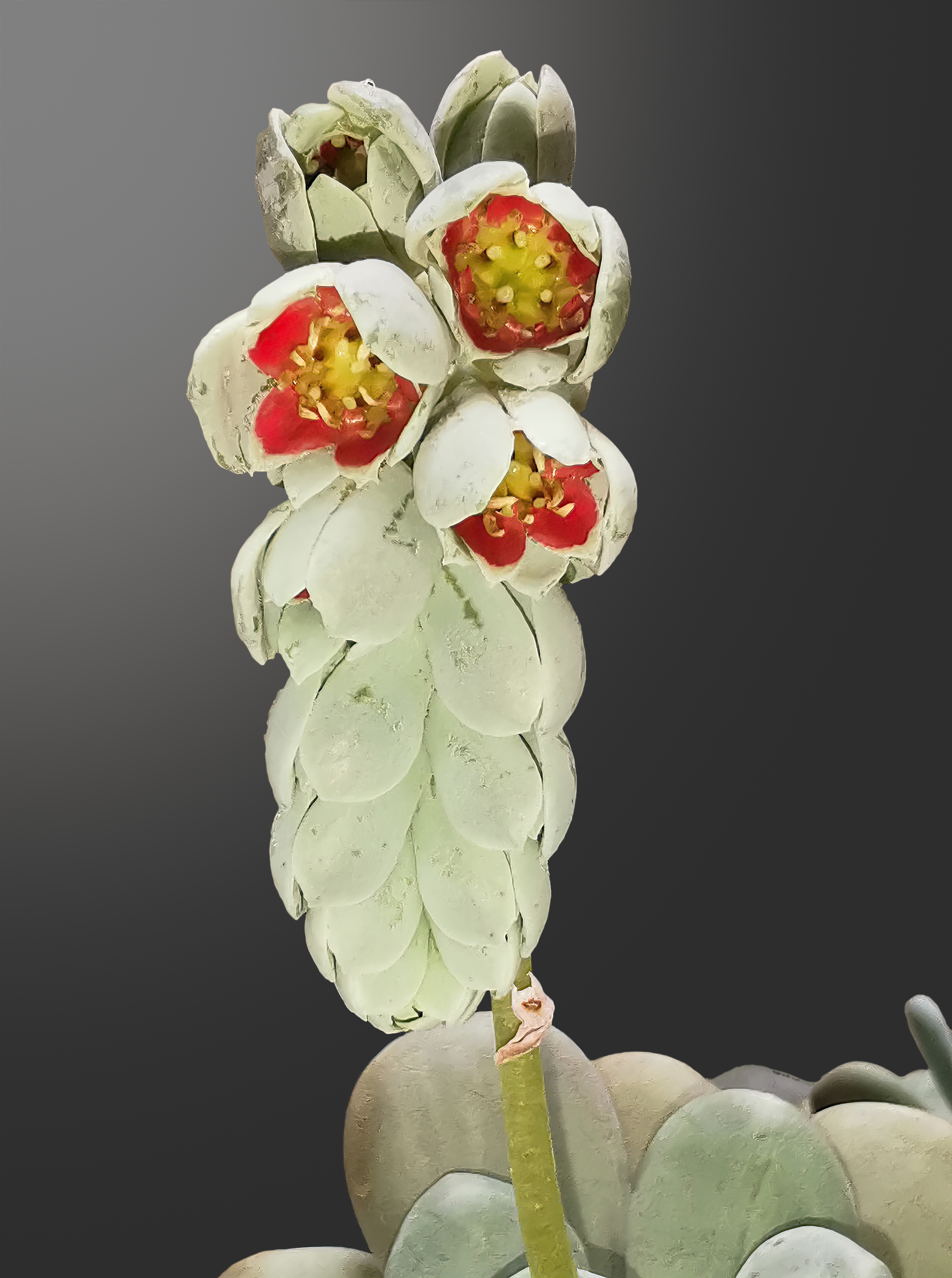
Flowers